# 利特維尼夫
49°17′19″N 25°1′50″E / 49.28861°N 25.03056°E
利特維尼夫（烏克蘭語：Литвинів），是烏克蘭的村落，位於該國西部捷爾諾波爾州，由捷尔诺波尔区負責管轄，始建於1476年，面積21.2平方公里，海拔高度400米，2001年人口909，人口密度每平方公里42.9人。